# Compuerta AVIS

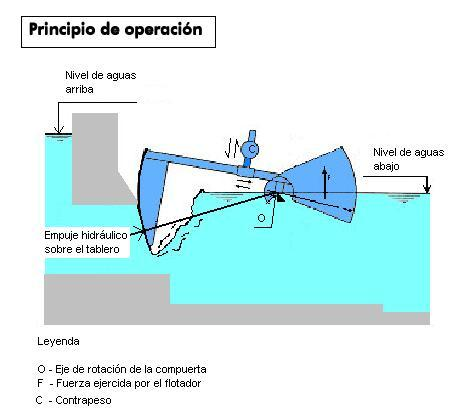

Las compuertas AVIS se utilizan para controlar el nivel del agua en canales aguas abajo de la compuerta.
El principio de funcionamiento: La compuerta está fijada a un brazo oscilante, equilibrado por uno o más contrapesos. Solidariamente unido a la compuerta tipo sector se encuentra un fluctuador sumergido en el agua aguas abajo de la compuerta. Si el nivel aguas abajo de la compuerta disminuye, el flotador baja y consecuentemente la compuerta se levanta dejando pasar mayor cantidad de agua, es decir que el nivel tenderá a subir, cerrando la compuerta.